# Wiktor Wasniecow

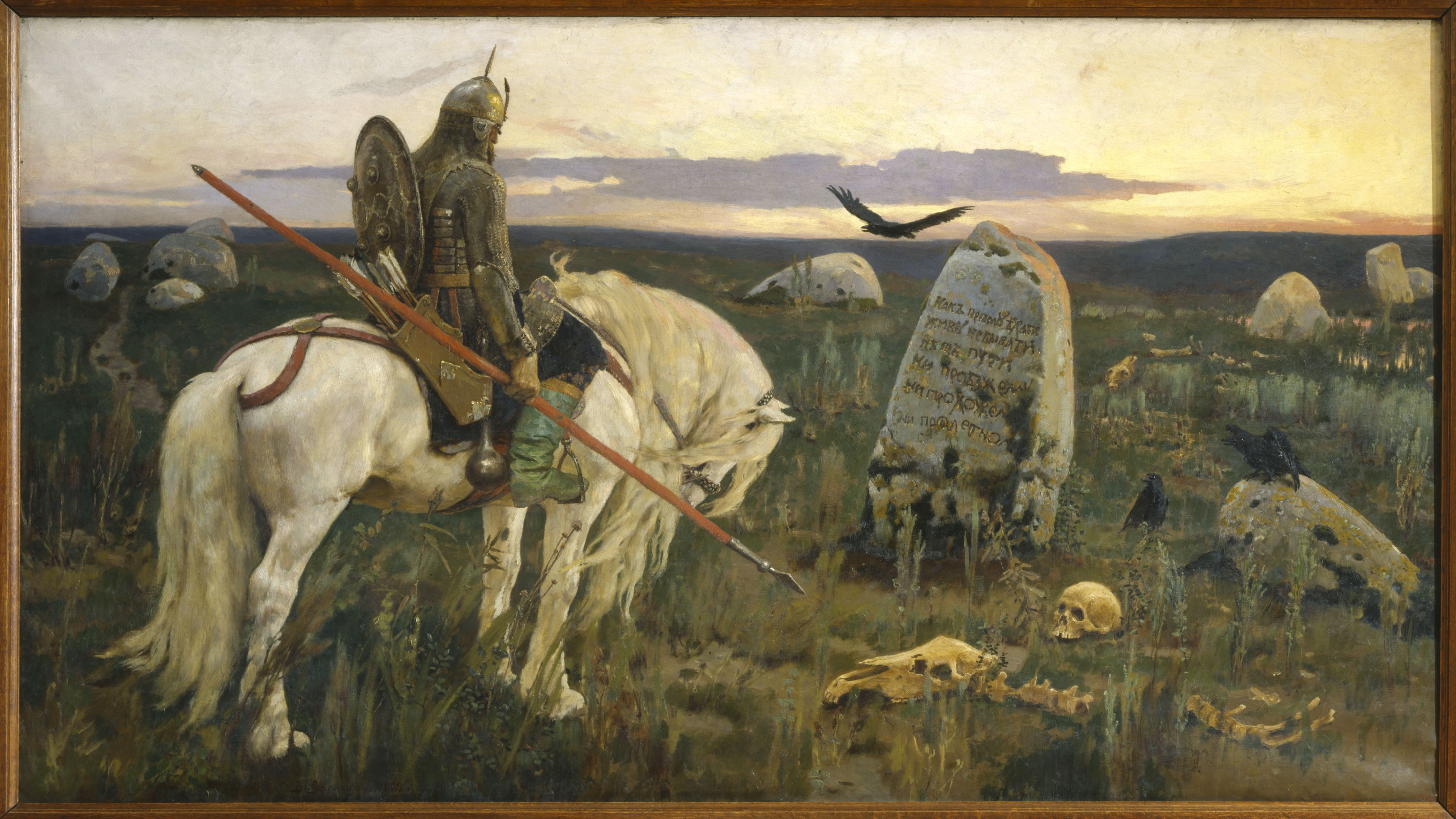
Rycerz na rozdrożu, 1882

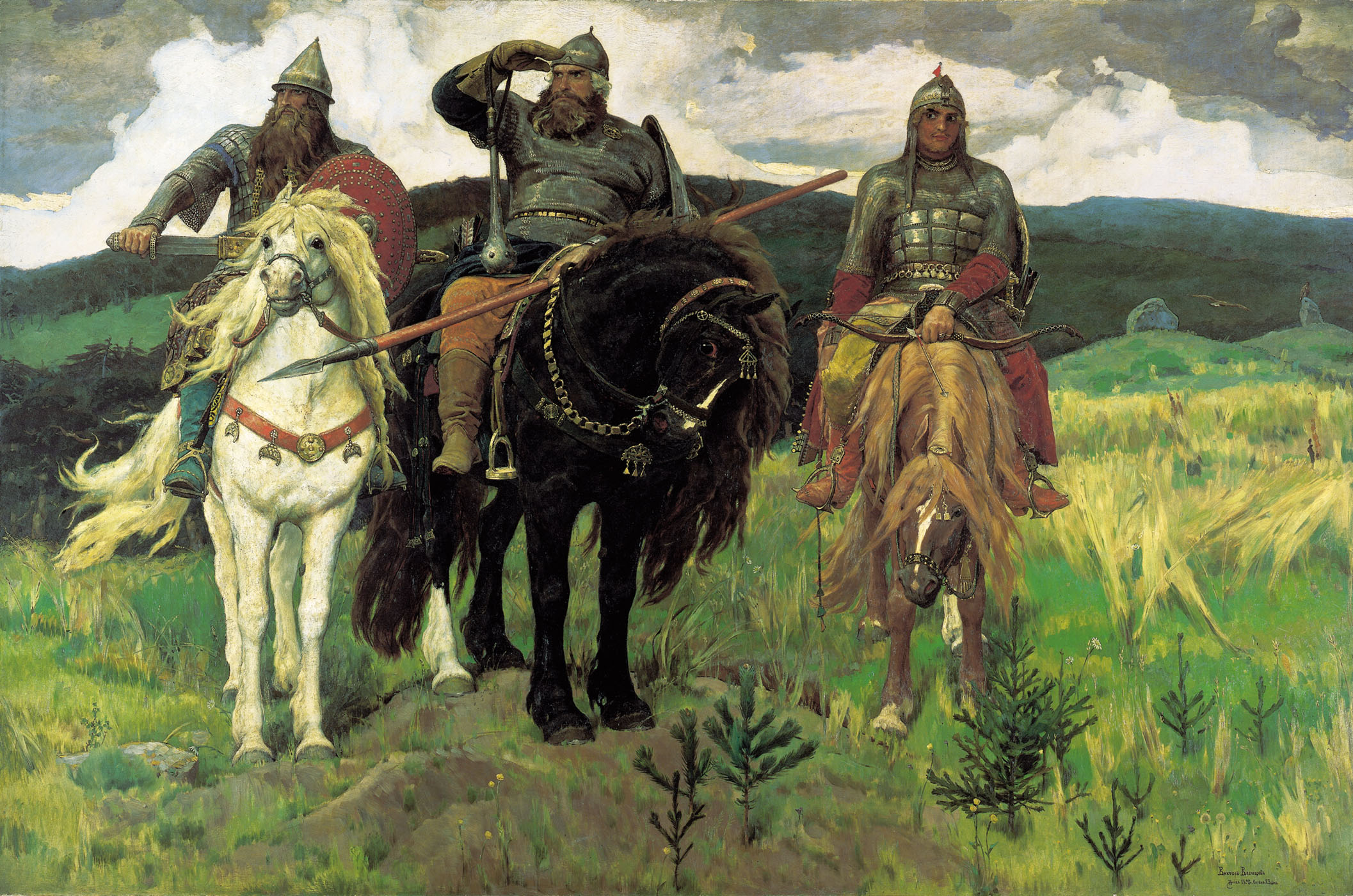
Mocarze, 1898

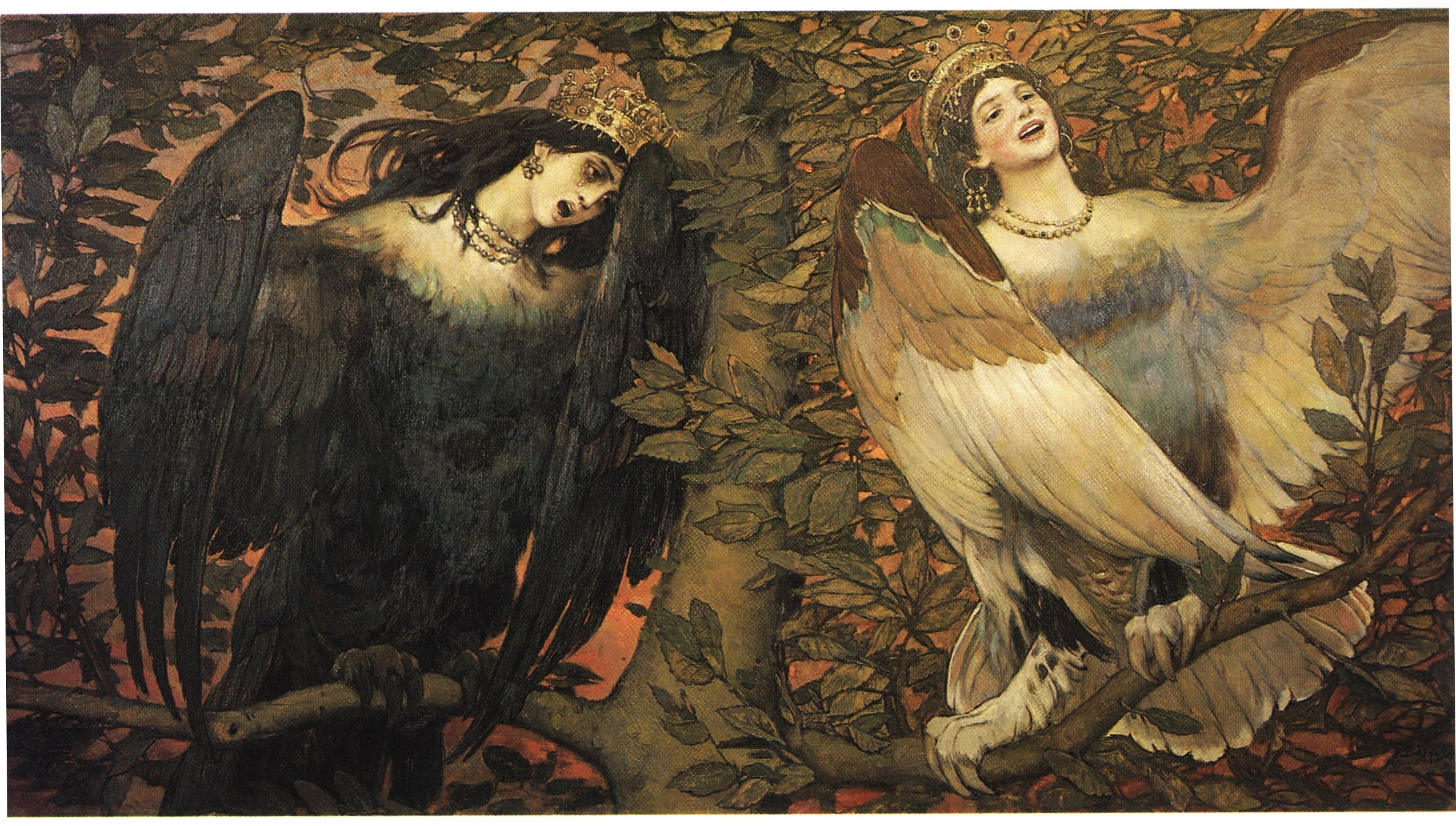
Syrena i Alkonost. Ptaki radości i cierpienia, 1896

Wiktor Michajłowicz Wasniecow (ros. Виктор Михайлович Васнецов; ur. 3 maja?/15 maja 1848 we wsi Łopiał, zm. 23 lipca 1926 w Moskwie) – malarz rosyjski, twórca obrazów o tematyce mitologicznej i historycznej.

## Życiorys

### Dzieciństwo (1848–1858)
Wiktor Wasniecow urodził się we wsi Łopiał (gubernia wiatska, obecnie obwód kirowski) w 1848 roku. Jego ojciec, Michaił Wasiljewicz Wasniecow, był gruntownie wykształconym duchownym, interesował się astronomią, naukami przyrodniczymi oraz malarstwem. Pradziadek artysty malował ikony. Wiktor Wasniecow miał dwóch braci, z których Apolinary został również malarzem.

### Wiatka (1858–1867)
W wieku dziesięciu lat Wiktor zaczął naukę w seminarium duchownym znajdującym się w Wiatce (obecnie Kirow). Co roku w okresie letnim przenosił się z rodziną do bogatego kupieckiego miasteczka Riabowo. Przez lata spędzone w seminarium Wiktor pracował dla miejscowego właściciela sklepu z ikonami. Wasniecow pomagał również polskiemu zesłańcowi, artyście Michałowi Elwiro Andriolliemu w wykonywaniu fresków do katedry św. Aleksandra Newskiego w Wiatce. Jego nauczycielem rysunku był malarz zesłaniec Ignacy Jasiński.
Po zdobyciu dyplomu z seminarium Wiktor zdecydował się na wyjazd do Sankt Petersburga, aby tam studiować sztukę. Artysta wystawiał swoje obrazy na aukcjach, aby uzbierać pieniądze wystarczające na wyjazd do stolicy.

### Sankt Petersburg (1867–1876)
W sierpniu 1867 roku Wiktor został przyjęty na Cesarską Akademię Sztuk Pięknych w Petersburgu. Trzy lata później pieriedwiżnicy zbuntowali się przeciwko akademizmowi. Malarz zaprzyjaźnił się ze współzałożycielem i liderem grupy artystycznej, Iwanem Kramskim. Wasniecow odnosił się do niego jak do nauczyciela. Artysta nawiązał również bliską znajomość z Ilją Jefimowiczem Riepinem, również studentem Akademii Sztuk Pięknych w Petersburgu.
Wiktor Wasniecow, którego nazwisko kojarzone jest z obrazami o tematyce historycznej i mitologicznej, początkowo omijał te dziedziny za wszelką cenę. Za swoją kompozycję graficzną ukazującą Chrystusa i Piłata przed ludźmi Akademia nagrodziła go małym, srebrnym medalem.
We wczesnych latach siedemdziesiątych XIX wieku artysta wykonał dużo miedziorytów przedstawiających współczesne życie. Dwa z nich (Sprzedawca książek z prowincji 1870 oraz Chłopiec z butelką wódki z 1872) zostały nagrodzone brązowym medalem na Wystawie światowej w Londynie (1874).
W tym czasie malarz zaczął tworzyć obrazy rodzajowe techniką olejną. Dzieła takie jak Wiejscy śpiewacy (1873) zostały ciepło przyjęte przez środowisko demokratyczne rosyjskiego społeczeństwa.

### Paryż (1876–1877)
W 1876 roku Riepin zaproponował Wasniecowowi, aby dołączył do kolonii pieriedwiżników w Paryżu. W czasie pobytu we Francji Wasniecow studiował dzieła klasyczne oraz współczesne, także impresjonistyczne i akademickie. W tym okresie namalował obraz Akrobaci (1877), produkował plakaty oraz wystawiał część swoich prac w Salon de Paris. To we Francji artysta zainteresował się tematyką baśniową. Wiktor Wasniecow zaczął pracować nad obrazem Iwan Carewicz jadący na wilku oraz Żar-ptak (ros. жар-птица, żar-ptica). Malarz pozował jako Sadko do słynnego obrazu Riepina Sadko w podwodnym królestwie.

### Moskwa (1877–1884)
W 1877 artysta wyjechał do Moskwy. W późnych latach siedemdziesiątych XIX wieku malarz koncentrował się na wykonywaniu ilustracji do rosyjskich bajek i bylin. W tym okresie wykonał niektóre ze sławnych prac: Pole bitwy księcia Igora (1878), Magiczny dywan (1880), oraz Alonuszka (1881). Dzieła te nie zostały docenione. Wielu krytyków określiło je jako podważenie realistycznych zasad, którymi kierowali się pieriedwiżnicy. Nawet tak wybitny znawca, jakim był Paweł Trietiakow, odmówił ich kupna. Popularność obrazów Wasniecowa rozwinęła się w 1880 roku, gdy malarz powrócił do tematyki religijnej i wykonał serię ikon dla Sawwy Mamontowa, właściciela posiadłości w Abramcewie.

### Kijów (1884–1889)
W latach 1884–1889 Wiktor Michajłowicz Wasniecow został upoważniony do wykonania fresków w soborze św. Włodzimierza w Kijowie. Było to wyzwanie dla artysty, ponieważ musiał połączyć przeciwieństwa, jakimi były tradycje malarstwa religijnego Rosji i Zachodu. Wpływowy krytyk sztuki, Władimir Stasow, nazwał przedsięwzięcie świętokradzką zabawą religijnymi uczuciami Rosjan. Inny sławny recenzent, Dmitrij Fiłosofow, określił freski jako „pierwszy most nad dwustuletnią przepaścią odgradzającą różne klasy rosyjskiej społeczności”.
Podczas pobytu w Kijowie malarz zaprzyjaźnił się z Michaiłem Wrublem, który również zajmował się dekoracjami w katedrze. Podczas wspólnej pracy Wasnecow uczył młodego artystę. To właśnie w Kijowie twórca ukończył pracę nad dziełem Iwan Carewicz jadący na wilku i rozpoczął malować obraz Mocarze.
W 1885 Wiktor Wasniecow udał się w podróż do Włoch. W tym samym roku zaczął pracować nad scenografią i kostiumami do opery Nikołaja Rimskiego-Korsakowa.

### Późniejsze lata (1890–1926)
Wiele z późniejszych prac artysty było postrzeganych jako podrzędne. W tym okresie Wasniecow coraz więcej uwagi poświęcał innym środkom wyrazu. W 1897 zaczął współpracę ze swoim bratem Apolinarym przy projektowaniu scenografii i kostiumów, również do sztuki Nikołaja Rimskiego-Korsakowa Sadko. Artyście zlecono również zaprojektowanie nowego elementu ubioru ówczesnego wojska – tzw. budionowkę. Na przełomie wieków Wasniecow zajął się przekształcaniem swojego „bajkowego” stylu na potrzeby XIX-wiecznej architektury. Jego pierwszą pracą, która wzbudziła uznanie, był projekt cerkwi w miasteczku Abramcewo (1882), wykonany wspólnie z Wasilijem Polenowem. W 1894 Wasniecow zaprojektował swoją własną rezydencję w Moskwie.
Działał w Związku Narodu Rosyjskiego.